# Critters 4
Critters 4 (también conocida como Critters 4: They are invading your space —Critters 4: están invadiendo tu espacio en inglés) es una película de terror y comedia de 1992, la cuarta y última entrega de la saga Critters. Fue protagonizada por Don Keith Opper, Terrence Mann, Angela Bassett y Brad Dourif y fue dirigida por Rupert Harvey.

## Sinopsis
Un grupo de piratas espaciales rescatan la cápsula donde se encontraba Charlie junto a los dos últimos huevos de critter. En un descuido los critters se escabullen en la nave y comienzan a atacar a los tripulantes.

## Argumento
La película continua los hechos narrados en Critters 3: Charlie (Don Keith Opper) queda atrapado en una cápsula espacial flotando en el espacio junto a los dos últimos huevos de critter. Pasan 50 años hasta que una nave tripulada por piratas espaciales la recoge.  El capitán de la nave RSS Tesla Rick Buttram (Anders Hove) recibe una transmisión por parte de Terracorp, en la que el ex-cazador Ugh (Terrence Mann) les ofrece una recompensa para depositar en la estación más próxima dicha carga y los demás tripulantes: su excéntrico ingeniero Al "Albert" Bert (Brad Dourif), la piloto Fran (Angela Bassett), el especialista en carga Bernie (Eric Da Re) y el joven aprendiz de ingeniero Ethan (Paul Whitthorne) aceptan.
Al llegar, encuentran las instalaciones abandonadas, con la única señal de vida siendo una computadora central defectuosa llamada "Angela" que solo obedece órdenes cuando se le da la instrucción opuesta.  El núcleo de la estación está averiado y es inestable por lo que Angela les informa que no podrán permanecer mucho tiempo. Aunque reciben órdenes de conservar la cápsula intacta, el impulsivo y agresivo capitán de la nave decide investigar el interior de la misma para buscar objetos de valor por lo que noquea a Ethan. Los Critters aprovechan el momento para asesinarlo y escabullirse en la nave. Charlie, que había sido despertado por Rick se une al resto de la tripulación para buscar una manera de sobrevivir y escapar del lugar. Bernie, desoyendo los mensajes de radio de los demás y obsesionado con los medicamentos en la estación, se escabulle para llevarse todos los que pueda pero los Critters lo matan sin que la tripulación pueda evitarlo. Ethan usa entonces una tarjeta de acceso a la computadora que encontró antes para acceder a un informe de la Dra. McCormick, quien revela que estaba investigando varios organismos alienígenas para usarlos como arma biológica. Sin embargo, sus creaciones no podían reproducirse por sí solas, por lo que solicitó encontrar un organismo adecuado capaz de reproducirse rápidamente. Tras darse cuenta de lo que ha estado sucediendo a bordo de la estación, Albert sugiere encarecidamente que todos la abandonen de inmediato.
Mientras tanto, los Critters se dirigen al Tesla y programan la nave para que se dirija al planeta habitado más cercano: la Tierra. Uno de ellos va a recuperar los huevos mientras el otro prepara la nave para el despegue. La tripulación llega entonces y al ver al monstruo programando la nave, Charlie le dispara con un revolver calibre 0.45 y lo mata, destruyendo sin querer los controles de vuelo en el proceso. Mientras la tripulación intenta reparar la nave, Ethan se lanza a la búsqueda del último Critter y lo encuentra usando equipo del laboratorio de ciencias para criar rápidamente varias crías de su especie hasta alcanzar su tamaño completo. Ethan corre a avisar a los demás justo cuando llega una nave Terracorp con un equipo de soldados bien armados dirigidos por Ugh. Este amenaza a la tripulación de la Tesla y cuando Albert protesta es asesinado por uno de los escoltas. Charlie expresa su desconcierto por el repentino cambio de alineación de Ugh, a lo que él responde: «Las cosas cambian» y ordena a sus tropas que vayan a buscar los huevos.
Ethan, tras presenciar en secreto el asesinato de Albert, regresa al laboratorio de ciencias y les tiende una trampa a los soldados ordenando a Angela que los atrape en el laboratorio tras unas puertas corredizas. Tras esto, los Critters adultos atacan y los aniquilan. Ethan recupera tres huevos del túnel y rompe dos deliberadamente delante de Ugh para presionarlo. Enfurecido, Ugh amenaza con matar a Fran, pero Ethan lanza el último huevo como distracción antes de que Fran lo noquee con el revólver de Ethan.
Charlie y Fran suben a toda prisa a la nave de Terracorp para escapar, pero Ethan se distrae cuando un Critter lo ataca, obligándolo a congelarlo con una manguera de nitrógeno líquido. Ugh aparece de repente y le apunta con su blaster, pero Charlie lo rescata matando a su antiguo amigo en el proceso, luego se despide del cadáver diciendo «Las cosas cambian... Y las personas». Los supervivientes logran escapar segundos antes de que la estación explote extinguiendo a los Critters mientras Charlie, Fran y Ethan vuelan su nave hacia la Tierra.